# Trier-Mariahof
Mariahof ist einer der 19 Ortsbezirke der Stadt Trier in Rheinland-Pfalz.

## Geographie
Mariahof liegt im Grünen auf einer Höhe rund 130 Meter über dem Moseltal auf dem Mühlenberg, einem terrassenartigen Ausläufer des Schwarzwälder Hochwalds. Es bietet dank seiner Höhenlage von 230 bis 265 Metern einen guten Ausblick auf die Umgebung. Zu Mariahof gehört auch der Wohnplatz Brubacherhof. Das Naturschutzgebiet Mattheiser Wald liegt fast gänzlich im Gebiet des Stadtbezirks.

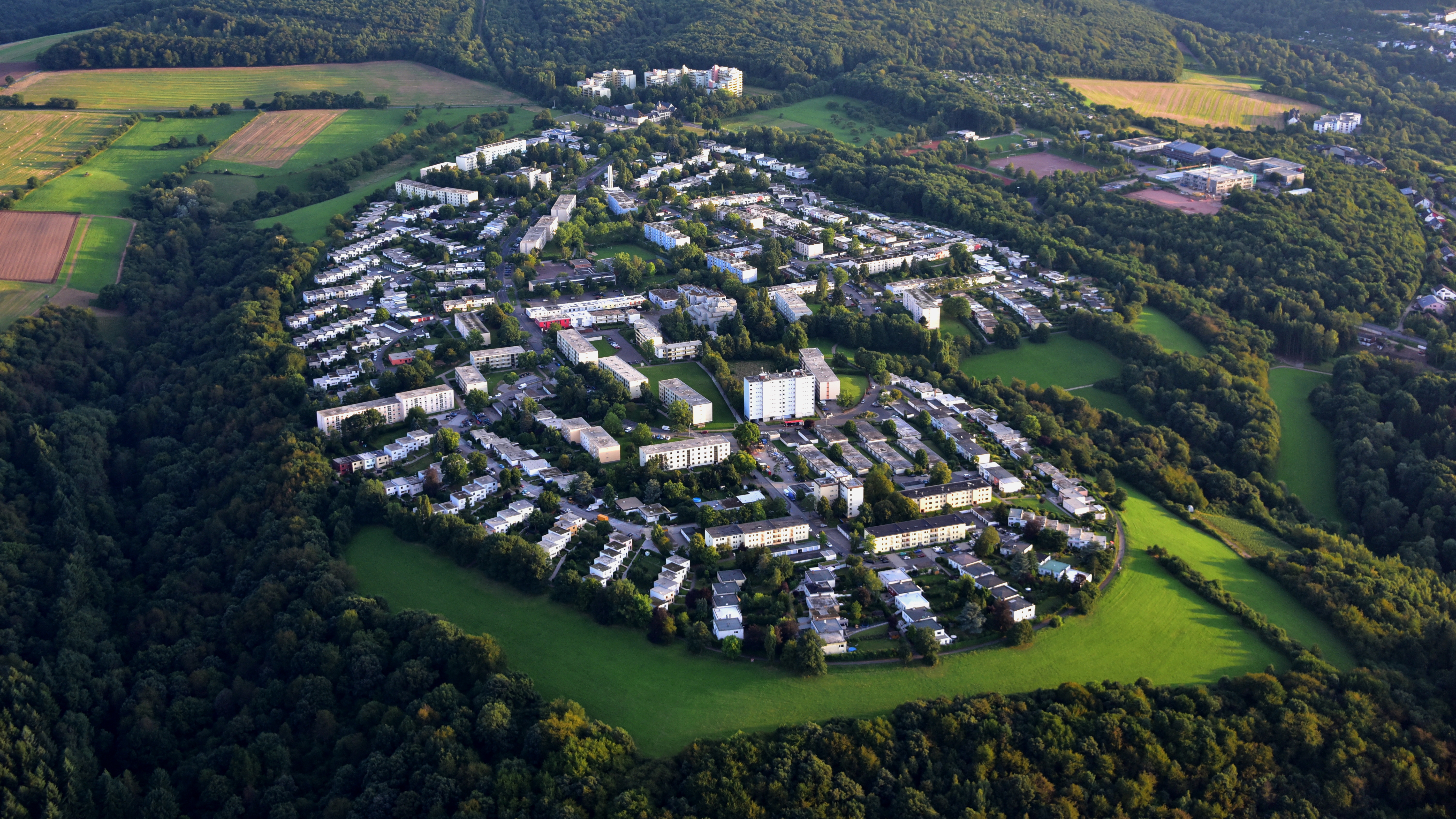
Mariahof, Luftaufnahme (2016)
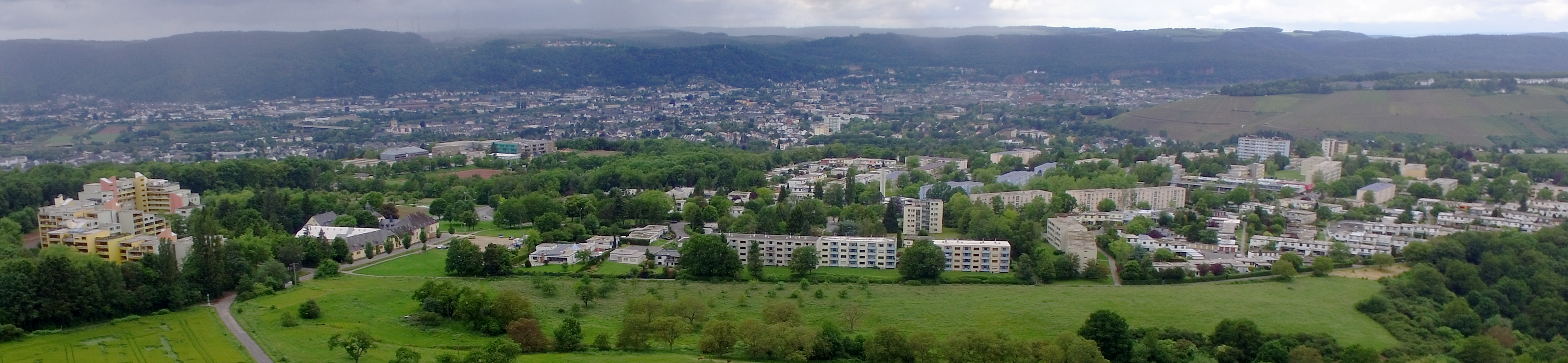
Panoramablick über Mariahof
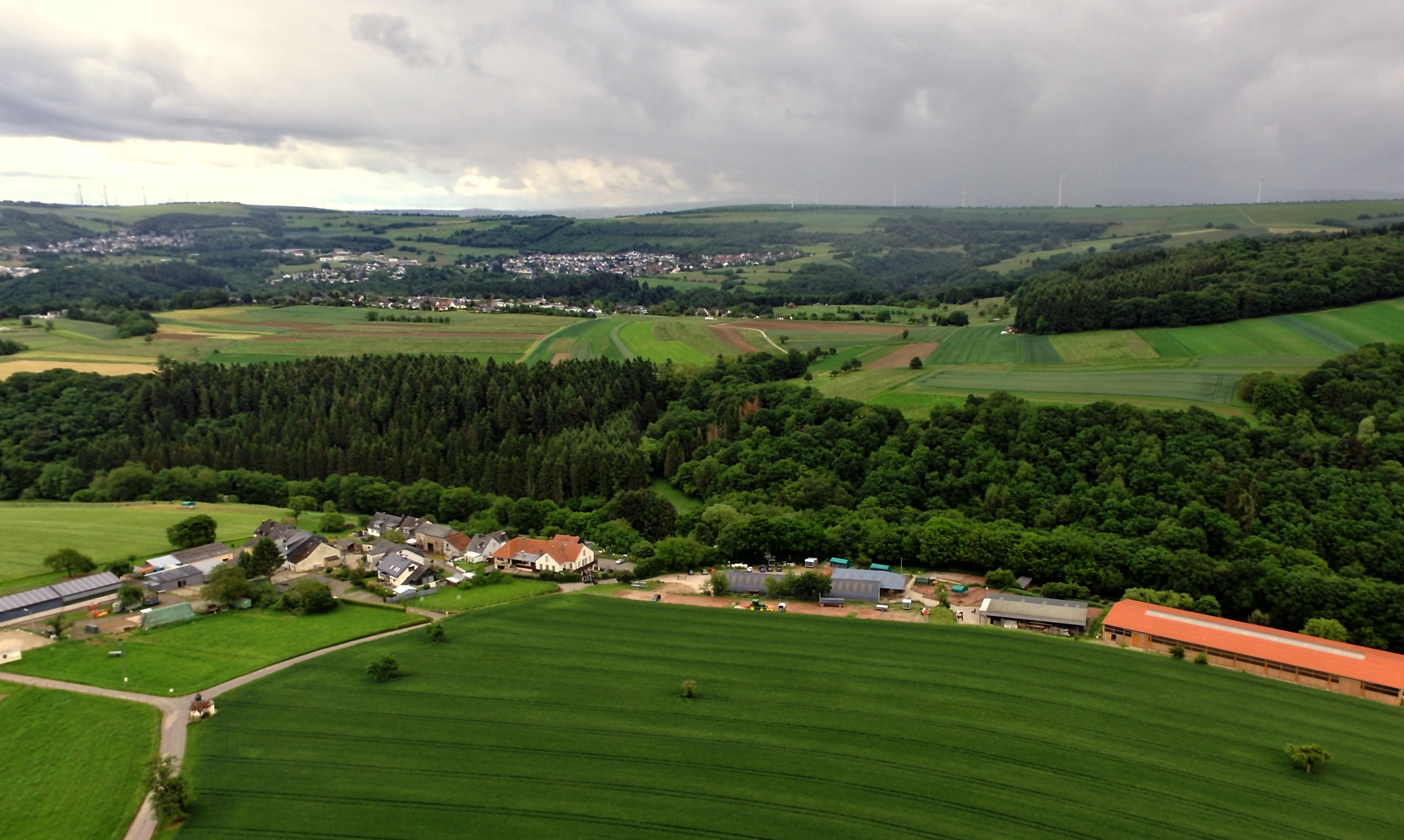
Brubacher Hof

## Geschichte

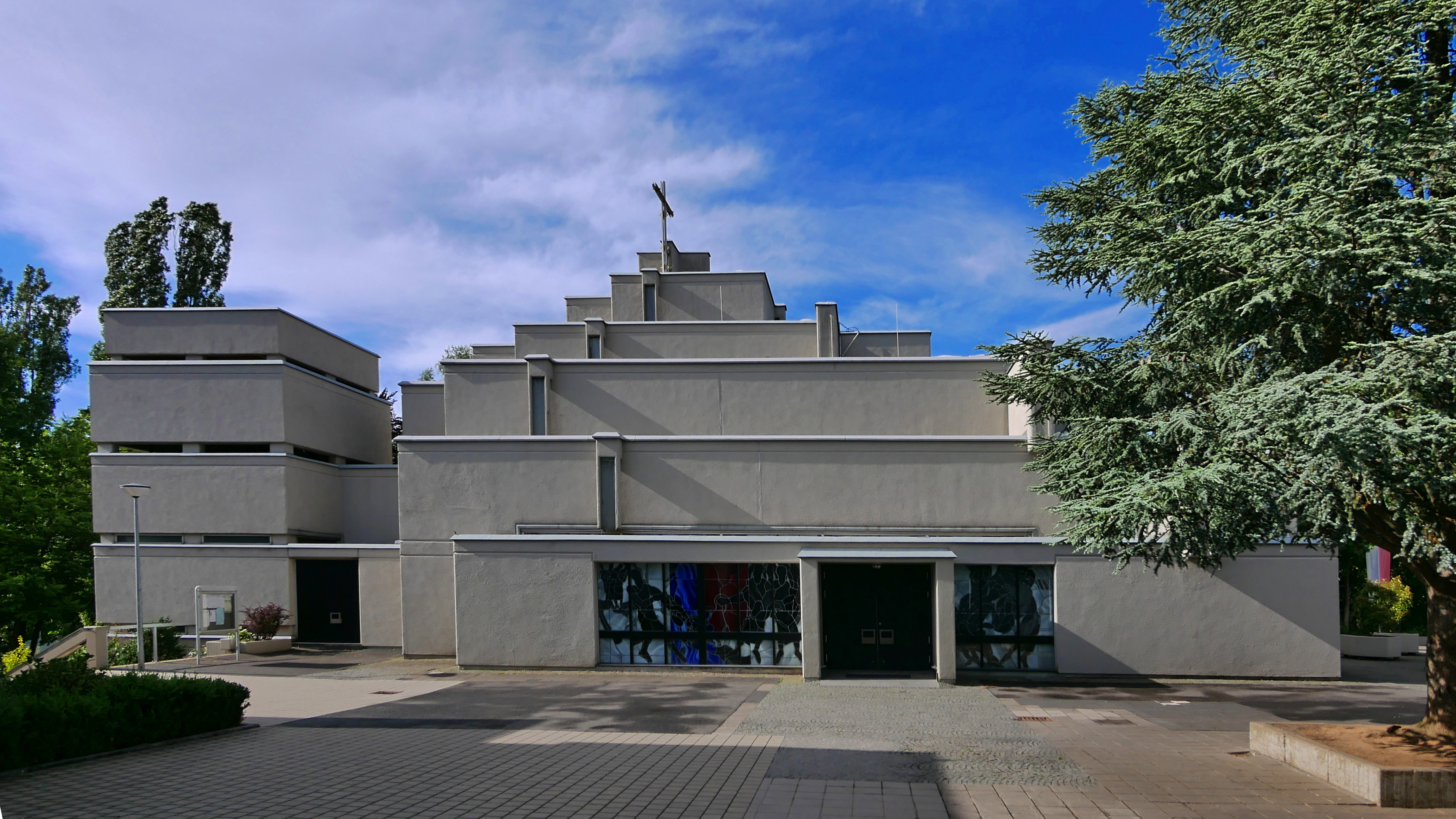
Katholische Pfarrkirche St. Michael

Der Name des Bezirks geht auf das heute denkmalgeschützte Hofgut Mariahof zurück, das bis 1844 den Namen Kockelsberg trug.
Die heutige Siedlung entstand ab 1961/62 unter dem Projektnamen Gartenstadt Mariahof teilweise im Rahmen eines sogenannten Demonstrativprogramms, das der Bund bezuschusste. Den städtebaulichen Ideenwettbewerb zum Bauvorhaben hatte im Frühjahr 1960 Erich Kühn gewonnen. Die Siedlung wurde nach einem einheitlichen Plan und innerhalb fester Bebauungsgrenzen erschaffen. Zu den charakteristischen Merkmalen der Siedlung zählt die gleichmäßige Verteilung von Eigenheimen, Reihenhäusern und mehrgeschossigen Mietshäusern, die einheitliche Flachdachbauweise und die eigene Fernheizungsanlage. Unverkennbar ist auch der moderne, pyramidenartige Baukörper der 1970 fertiggestellten Pfarrkirche St. Michael.
Unmittelbar neben dem Hofgut entstand in den Jahren 1973 bis 1976 die Wohnanlage Trebetastraße mit vier- bis achtgeschossigen Wohngebäuden. Das vormalige Sperrgebiet Mattheiser Wald wurde einige Jahre nach dem Abzug des französischen Militärs als Naturschutzgebiet ausgewiesen und wird auch als Naherholungsgebiet genutzt. Am 15./16. September 2012 wurde mit einem Stadtteilfest auf dem Kirchplatz das 50-jährige Bestehen der Gartenstadt gefeiert.
Zweimal war geplant, die Flur um den Brubacher Hof großflächig zu bebauen: Ein erstes städtisches Vorhaben wurde in den 1990er Jahren nach der Bildung einer Bürgerinitiative gegen die Bebauung wieder verworfen. Im Jahr 2004 wurde im Stadtrat erneut beschlossen, die Fläche städtebaulich zu entwickeln. Ab 2012 wurden die Pläne konkreter, als das Gebiet in den fortzuschreibenden Flächennutzungsplan als Wohnbaufläche aufgenommen werden sollte.  Das Vorhaben wurde vom Ortsbeirat abgelehnt. 2015 entstand aus Anwohnern, Landwirten und Umweltschützern eine Bürgerinitiative gegen das Vorhaben. Nach etlichen Diskussionen innerhalb der Politik und Dialogformaten zwischen Politik und Bürgern beschloss der Stadtrat im März 2017 die Ausweisung eines etwas kleiner als ursprünglich geplanten Gebietes zwischen Mariahof und dem Brubacher Hof als Wohnbaufläche im Flächennutzungsplan. Das Gebiet blieb aber weiterhin umstritten und war eines der ausschlaggebenden Themen der Kommunalwahl 2019 in Trier. Gleich in der ersten Sitzung des neu zusammengesetzten Stadtrats wurde einem Antrag entsprochen, die Planungen für das Baugebiet einzustellen.

## Politik
- SPD: 2
- Grüne: 2
- UBT: 1
- WG Lehmann: 2
- CDU: 4

### Ortsbeirat
Für den Ortsteil Mariahof wurde ein Ortsbezirk gebildet. Der Ortsbeirat hat 11 Mitglieder: CDU 4, Grüne 2, SPD 2, Wählergruppe Lehmann 2 und UBT 1 Sitz.
Für weitere Informationen und historische Daten siehe die Ergebnisse der Kommunalwahlen in Trier.

### Ortsvorsteher
Thorsten Wollscheid (CDU) wurde am 27. August 2024 Ortsvorsteher von Mariahof. Bei der Direktwahl am 9. Juni 2024 hatte er sich mit einem Stimmenanteil von 61,8 % gegen eine Mitbewerberin von den Grünen durchgesetzt.
Wollschieds Vorgänger Jürgen Plunien (CDU) wurde erstmals bei der Kommunalwahl am 25. Mai 2014 gewählt, nachdem Maria Marx nach 20-jähriger Tätigkeit für dieses Amt nicht mehr kandidierte. Bei der Kommunalwahl am 26. Mai 2019 wurde Plunien mit einem Stimmenanteil von 70,04 % wiedergewählt. Bei der Direktwahl am 9. Juni 2024 trat Jürgen Plunien nicht erneut an.